# 아베니다 데 과달라하라역
아베니다 데 과달라하라 역(스페인어: Avenida de Guadalajara)은 마드리드 지하철 2호선의 역이다. 마드리드 산블라스카니예하스 구의 과달라하라 대로와 카니예하스 대로, 비칼바로 거리가 만나는 지점에 위치해 있다. 요금구역상으로는 A구역에 속한다.

## 역사
2011년 3월 16일 2호선의 라 엘리파 - 라스 로사스 연장구간 개통과 함께 영업에 들어갔다. 역명은 역이 위치한 대로명에서 따왔다.

## 환승 정보
역 주변에 시내버스 정류장이 있으며 주간노선인 4, 106, 140, 153, E2번 노선과 야간노선인 N7번 노선이 다닌다. 시외버스 노선인 287번도 두 곳을 경유한다.
| 마드리드 지하철 | 마드리드 지하철       | 마드리드 지하철          |
| --------------- | --------------------- | ------------------------ |
| 라스 로사스     | 마드리드 지하철 2호선 | 알사시아 콰트로 카미노스 |